# Абулгази-хан (Аштарханид)
Абулгази-хан (Абулгази Мухаммад Бахадур-хан узб. Abulg'ozixon;) — последний номинальный бухарский хан (1758—1785) из узбекской династии Аштарханидов.
После смерти основателя узбекской династии мангытов Мухаммад Рахим-хана в 1758 году, из-за отсутствия сыновей у покойного, ханами были выбраны первоначально его внук от дочери — Фазил-бий (1758—1758) и после аштарханид — Абулгази-хан (1758—1785). Но фактическая власть в государстве была в руках дяди Мухаммад Рахим-хана — Даниял-бия, довольствовавшийся титулом аталыка.
Абулгази-хан во время своего ханствования абсолютно не вмешивался в государственные дела. Он ограничивался лишь вставляя свою печать на официальные документы и выпуская монеты от своего имени. Без согласия Даниял-бия Абулгази-хан не смел даже выходить из дома.
После смерти Даниял-бия и Абулгази-хана сын Даниял-бия, Шахмурад начал править государством титулом эмира и более Бухарские эмиры не возводили подставных ханов.
Абулгази умер в 1795—1796 годах в Вабкенте.